# Калининградский государственный технический университет
Калинингра́дский госуда́рственный техни́ческий университе́т (КГТУ) — высшее учебное заведение в г. Калининграде, одно из крупнейших в отрасли рыбного хозяйства России.

## История
Московский технический институт рыбной промышленности и хозяйства (Мосрыбвтуз) был создан в 1930 г. в Москве постановлением коллегии Народного комиссариата внешней и внутренней торговли СССР на базе рыбохозяйственного факультета Московской сельскохозяйственной академии имени К. А. Тимирязева. Первым директором института был назначен М. Г. Непряхин.
В 1957 г. по инициативе первого секретаря Калининградского обкома КПСС Чернышёва В.Е. было решено осуществить перевод института в Калининград, завершившийся к 1 сентября 1959 года. Тогда же институт получил новое название — Калининградский технический институт рыбной промышленности и хозяйства (КТИРПиХ, КТИ). 

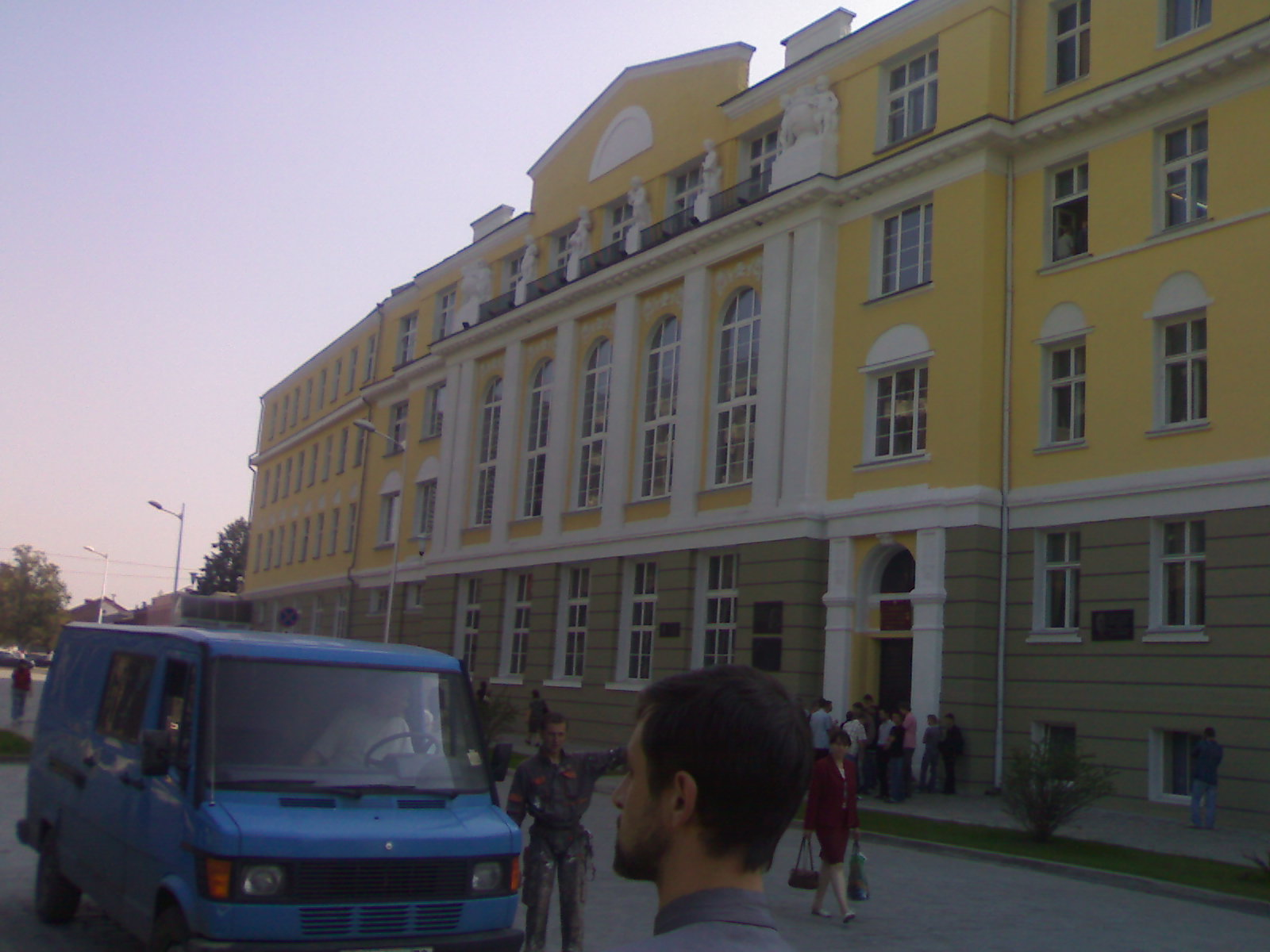
Корпус университета на улице профессора Баранова

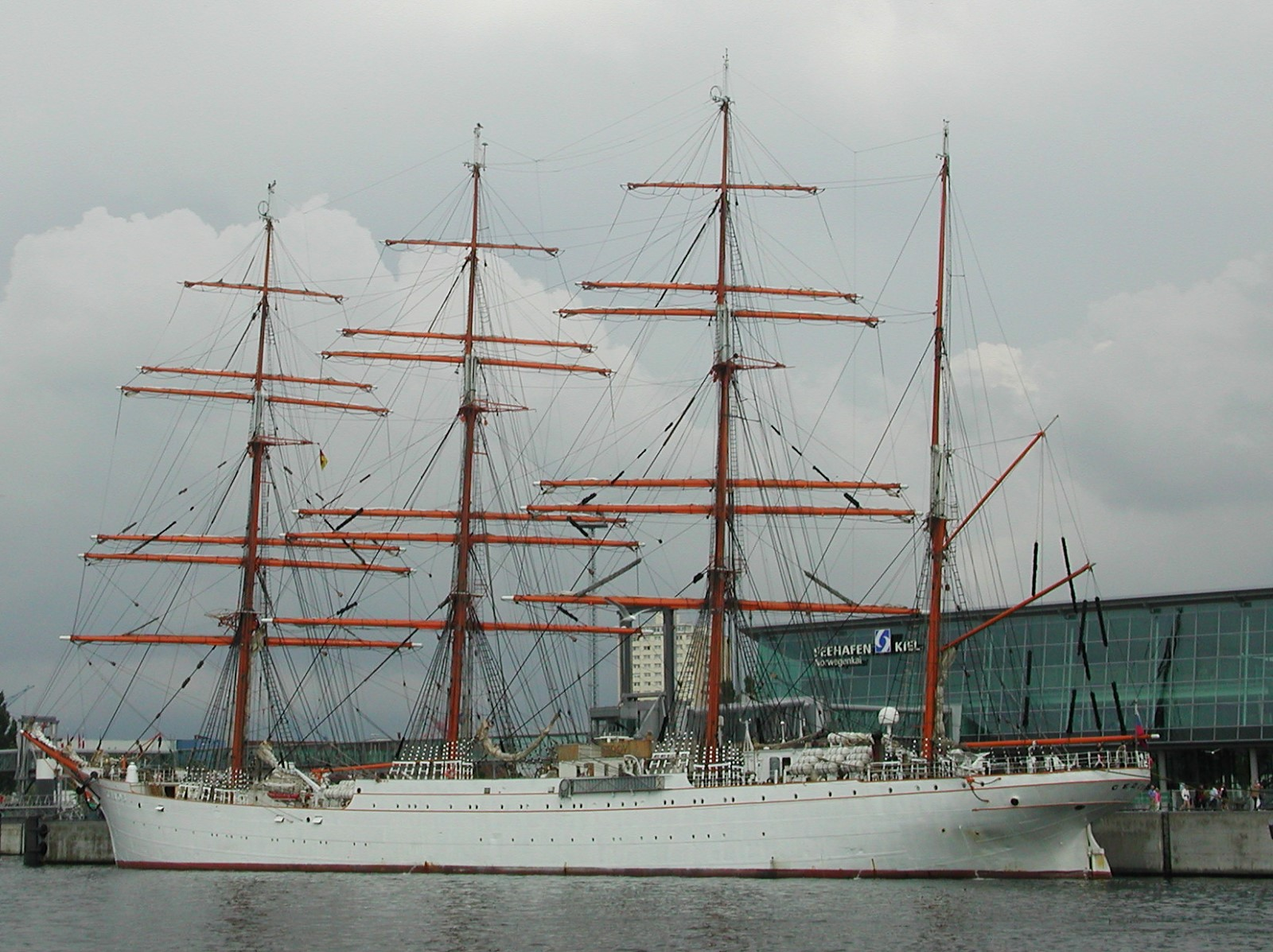
КГТУ принадлежит четырёхмачтовый барк «Седов».

В 1994 году институт был преобразован в Калининградский государственный технический университет.
6 ноября 2016 года в честь «крёстного отца» учебного заведения на фасаде университета со стороны площади Победы установлена мемориальная доска В. Е. Чернышёву.. По аналогии с калининградской Альбертиной, Калининградский государственный технический университет в честь его основателя стали называть Василиум.

## Деятельность
В настоящее время КГТУ является одним из крупнейших высших учебных заведений отрасли рыбного хозяйства России.
В университете осуществляется подготовка специалистов по 47 специальностям и направлениям высшего профессионального образования.

## Структура

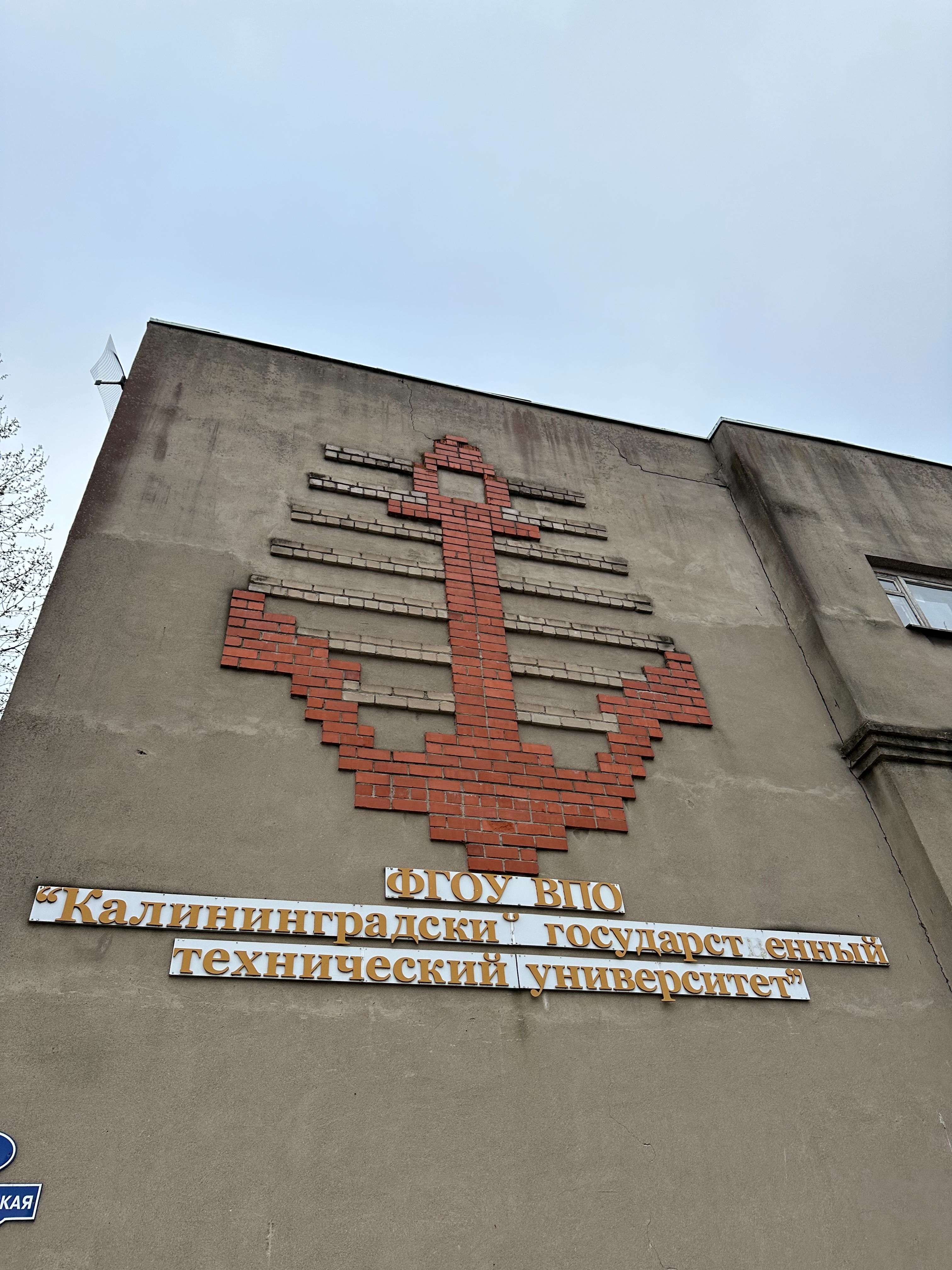
Здание на Калязинской улице

Факультет биоресурсов и природопользования
- Кафедры:
  - Ихтиологии и экологии
  - Аквакультуры
  - Ихтиопатологии и гидробиологии
  - Зоотехнии
  - Агрономии и агроэкологии

Факультет промышленного рыболовства
- Кафедры:
  - Промышленного рыболовства
  - Техносферной безопасности

Механико-технологический факультет
- Кафедры:
  - Технологии продуктов питания
  - Пищевых и холодильных машин
  - Теории машин и механизмов и деталей машин
  - Пищевой биотехнологии
  - Инженерной графики

Факультет судостроения и энергетики
- Кафедры:
  - Кораблестроения
  - Судовых энергетических установок и теплоэнергетики
  - Электрооборудования судов и электроэнергетики

Строительный факультет
- Кафедры:
  - Строительства
  - Теплогазоснабжения и вентиляции
  - Водных ресурсов и водопользования

Факультет автоматизации производства и управления
- Кафедры:
  - Машиностроение
  - Автоматизация технологических процессов и производств
  - Систем управления и вычислительной техники

Экономический факультет
- Кафедры:
  - Экономика
  - Менеджмент
  - Торговое дело
  - Экономическая безопасность